# Dezerea Bryant
Dezerea Bryant (ur. 27 kwietnia 1993) – amerykańska lekkoatletka specjalizująca się w biegach sprinterskich.
Była członkinią amerykańskiej sztafety 4 x 100 metrów, która w 2010 sięgnęła po mistrzostwo świata juniorów. W 2012 podczas juniorskich mistrzostw świata odpadła w półfinale biegu na 100 metrów oraz zdobyła srebrny medal w biegu na 200 metrów i złoty w sztafecie 4 x 100 metrów. W 2015 sięgnęła po złoty i brązowy medal mistrzostw NACAC. Brązowa medalistka IAAF World Relays (2017) oraz mistrzostw świata (2019).
Stawała na podium mistrzostw USA. Medalistka mistrzostw NCAA.

## Rekordy życiowe
- bieg na 60 metrów (hala) – 7,11 (5 marca 2017, Albuquerque).
- bieg na 100 metrów – 10,99 (21 czerwca 2018, Des Moines) / 10,96w (3 maja 2014, Austin).
- bieg na 200 metrów (stadion) – 22,18 (13 czerwca 2015, Eugene).
- bieg na 200 metrów (hala) – 22,69 (14 marca 2014, Albuquerque).